# ユニバーシティ駅
ユニバーシティ駅 （ユニバーシティえき、マレー語:Stesen Universiti） は、マレーシアのクアラルンプールにある、ラピドKL (RapidKL) クラナ・ジャヤ線 (Kelana Jaya Line)の駅である｡

## 歴史
- 1998年9月1日開業

## 駅構造
島式ホーム1面2線をもつ高架駅である。

## 駅周辺
- マラヤ大学